# Вега-дель-Эсла
Вега-дель-Эсла (исп. Vega del Esla)  — район (комарка) в Испании, входит в провинцию Леон в составе автономного сообщества Кастилия и Леон.

## Муниципалитеты
1. Альгадельфе-де-ла-Вега
2. Кабрерос-дель-Рио
3. Кампасас
4. Кампо-де-Вильявидель
5. Кастильфале
6. Симанес-де-ла-Вега
7. Корбильос-де-лос-Отерос
8. Кубильяс-де-лос-Отерос
9. Кубильяс-де-Руэда
10. Фресно-де-ла-Вега
11. Фуэнтес-де-Карбахаль
12. Гордонсильо
13. Градефес
14. Гусендос-де-лос-Отерос
15. Исагре
16. Мансилья-де-лас-Мулас
17. Мансилья-Майор
18. Матадеон-де-лос-Отерос
19. Матанса-де-лос-Отерос
20. Пахарес-де-лос-Отерос
21. Сан-Мильян-де-лос-Кабальерос